# Federico Chueca

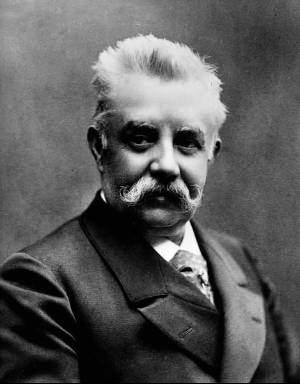
Federico Chueca

Federico Chueca (* 5. Mai 1846 in Madrid; † 20. Juli 1908 ebenda) war ein spanischer Pianist und Komponist. 
Er begann zunächst am Madrider Konservatorium ein Studium als Pianist, wechselte dann jedoch zur Medizin. Während dieses Studiums nahm er an einem Studentenaufstand teil und wurde zu einer Haftstrafe verurteilt. Im Gefängnis begann er zu komponieren. Mit der dort entstandenen Walzersuite „Lamentos de un preso“ erregte er die Aufmerksamkeit des damals in Madrid sehr populären Musikers und Komponisten Barbieri, der das Werk für Orchester setzte und zur Aufführung brachte. Nach der Haftentlassung fand Chueca daher zur Musik zurück und wandte sich, teilweise gemeinsam mit Barbieri und anderen Komponisten, der Zarzuela zu. In diesem damals wiederentdeckten Genre gelangen ihm große Erfolge.
Chuecas Musik war sehr volkstümlich und unterhaltsam, besonders satirische Stoffe vermochte er hervorragend für die Bühne umzusetzen, seine Zarzuela „La Gran Via“ erlebte in Madrid 800 Aufführungen und ging danach um die Welt. Neben etlichen weiteren erfolgreichen Werken dieses Genres, für die er zum Teil auch die Texte verfasste, schuf er nur einige Tänze; sein Name ist untrennbar mit der großen Zeit der Zarzuela in der zweiten Hälfte des 19. Jahrhunderts verbunden. Bekannt ist auch sein „Saniete lirico“ El bateo, das im Jahre 1901 im Teatro de la Zarzuela in Madrid uraufgeführt wurde.